# Paardensport op de Paralympische Zomerspelen 2020
Op de XVIe Paralympische Zomerspelen, die in 2021 werden gehouden in Tokio, Japan, was de paardensport een van de 23 sporten die werden beoefend.

## Medaillespiegel
| Plaats | Land             | NPC | Goud | Zilver | Brons | Totaal |
| 1      | Groot-Brittannië | GBR | 3    | 3      | 2     | 8      |
| 2      | Nederland        | NED | 2    | 2      | 2     | 6      |
| 3      | België           | BEL | 2    | 0      | 2     | 4      |
| 4      | Verenigde Staten | USA | 2    | 0      | 1     | 3      |
| 5      | Denemarken       | DEN | 2    | 0      | 0     | 2      |
| 6      | Letland          | LAT | 0    | 2      | 0     | 2      |
| 6      | Oostenrijk       | AUT | 0    | 2      | 0     | 2      |
| 8      | Brazilië         | BRA | 0    | 1      | 0     | 1      |
| 8      | Zweden           | SWE | 0    | 1      | 0     | 1      |
| 10     | Italië           | ITA | 0    | 0      | 2     | 2      |

## Uitslagen

### Verplichte kür

#### Individueel
| Klasse    | Punten | Goud | Goud                             | Zilver | Zilver                                 | Brons | Brons                           |
| --------- | ------ | ---- | -------------------------------- | ------ | -------------------------------------- | ----- | ------------------------------- |
| Graad I   | 81.464 | USA  | Roxanne Trunnell met Dolton      | LAT    | Rihards Snikus met King of the Dance   | ITA   | Sara Morganti met Royal Delight |
| Graad II  | 76.265 | GBR  | Lee Pearson met Breezer          | AUT    | Pepo Puch met Sailor's Blue            | GBR   | Georgia Wilson met Sakura       |
| Graad III | 78.971 | DEN  | Tobias Jorgensen met Jolene Hill | GBR    | Natasha Baker met Keystone Dawn Chorus | NED   | Rixt van der Horst met Findsley |
| Graad IV  | 76.585 | NED  | Sanne Voets met Demantur         | BRA    | Rodolpho Riskalla met Don Henrico      | BEL   | Manon Claeys met San Dior 2     |
| Graad V   | 76.524 | BEL  | Michèle George met Best of 8     | GBR    | Sophie Wells met Don Cara M            | NED   | Frank Hosmar met Alphaville     |

#### Team
| Goud | Goud        | Zilver                                                                                         | Zilver      | Brons | Brons       |
| --- | ----------- | ---------------------------------------------------------------------------------------------- | ----------- | --- | ----------- |
| Groot-Brittannië Lee Pearson met Breezer Natasha Baker met Keystone Dawn Chorus Sophie Wells met Don Cara M | 229.905 pt. | Nederland Frank Hosmar met Alphaville Sanne Voets met Demantur Rixt van der Horst met Findsley | 229.249 pt. | Verenigde Staten Roxanne Trunnell met Dolton Rebecca Hart met El Corona Texel Kate Shoemaker met Solitaer 40 | 224.352 pt. |

### Vrije kür
| Klasse    | Punten | Goud | Goud                             | Zilver | Zilver                                 | Brons | Brons                                     |
| --------- | ------ | ---- | -------------------------------- | ------ | -------------------------------------- | ----- | ----------------------------------------- |
| Graad I   | 86.927 | USA  | Roxanne Trunnell met Dolton      | LAT    | Rihards Snikus met King of the Dance   | ITA   | Sara Morganti met Royal Delight           |
| Graad II  | 82.447 | GBR  | Lee Pearson met Breezer          | AUT    | Pepo Puch met Sailor's Blue            | GBR   | Georgia Wilson met Sakura                 |
| Graad III | 82.800 | DEN  | Tobias Jorgensen met Jolene Hill | GBR    | Natasha Baker met Keystone Dawn Chorus | GBR   | Georgia Wilson met Sakura                 |
| Graad IV  | 82.085 | NED  | Sanne Voets met Demantur         | BRA    | Rodolpho Riskalla met Don Henrico      | BEL   | Manon Claeys met San Dior 2               |
| Graad V   | 80.590 | BEL  | Michèle George met Best of 8     | NED    | Frank Hosmar met Alphaville            | GER   | Regine Mispelkamp met Highlander Delights |

Atletiek · Badminton · Bankdrukken · Basketbal · Boccia · Boogschieten · Goalball · Judo · Kanovaren · Paardensport · Roeien · Rugby · Schermen · Schietsport · Taekwondo · Tafeltennis · Tennis · Triatlon · Voetbal · Volleybal · Wielersport · Zwemmen
New York & Stoke Mandeville 1984 ·
Atlanta 1996 ·
Sydney 2000 ·
Athene 2004 ·
Peking 2008 ·
Londen 2012 ·
Rio de Janeiro 2016 ·
Tokio 2020 ·
Parijs 2024 ·
Los Angeles 2028